# 벨로지아과
벨로지아과(Velloziaceae)는 속씨식물과의 하나이다. 많은 분류학자들에게 인정되고 있다.
2003년의 APG II 분류 체계(1998년의 APG 분류 체계에서 바뀐 게 없음) 또한 이 과를 인정했으며, 외떡잎식물군 내의 판다누스목으로 분류하였다. 주요 하위 속은 다음과 같다.
- 바르카케니아속 (Barbacenia) Vand.
- 벨로지아속 (Vellozia) Vand.
- Xerophyta Juss.